# Inno Nazionale della Repubblica
L'Inno Nazionale della Repubblica (en català: Himne Nacional de la República), més congut per Inno Nazionale, és l'himne nacional de la República de San Marino, petit estat de la península Itàlica. Va ser creat per Federico Consolo, un compositor i violinista, que va substituir l'antiga cançó Giubilanti d'amore fraterno com a himne nacional l'11 de setembre de l'any 1894, quan fou presentada al Palazzo Pubblico.
Aquest himne és un dels pocs que no posseeixen lletra oficial, com la Marxa Reial d'Espanya i els himnes de Bòsnia i Hercegovina i de Kosovo. Tot i que en altres estats d'Europa l'himne sanmarinès és poc conegut i interpretat, als carrers de San Marino és freqüent escoltar-lo durant les festes nacionals i religioses, interpretat per la banda de música militar de la República.

## Lletra no oficial
| Inno Nazionale della Repubblica | Inno Nazionale della Repubblica                                        | Inno Nazionale della Repubblica                                         |
| Vers                            | Italià                                                                 | Català                                                                  |
| ------------------------------- | ---------------------------------------------------------------------- | ----------------------------------------------------------------------- |
| 1.                              | O antica Repubblica, Onore a te virtuosa, Onore a te (Ripetere Strofa) | Oh antiga República, Honor a tu, virtuosa, Honor a tu (Repetir estrofa) |
| 2.                              | Generosa fidente, O Virtuosa, O Repubblica                             | Generosa i fidel, Oh Virtuosa, Oh República                             |
| 3.                              | Onore e vivi eterna, Con la vita, E gloria d'Italia                    | Honor i vida eterna, Amb la vida, És la glòria d'Itàlia                 |
| 4.                              | O Repubblica, Onore a te                                               | Oh República, Honor a tu                                                |